# Josef Rusnak
Josef Rusnak (* 25. November 1958 in Wachstroj, UdSSR, heute Tadschikistan) ist ein deutscher Filmregisseur und Drehbuchautor.

## Leben
Josef Rusnak wurde in Tadschikistan geboren und wuchs in Pforzheim auf. Er begann zunächst ein Studium der Germanistik in München, wechselte jedoch nach einem Jahr an die Hochschule für Fernsehen und Film München, Fachbereich Dokumentarfilm.

## Werdegang
Der 1984 gedrehte Film Kaltes Fieber ist das Debüt von Rusnak als Regisseur wie Autor. Im selben Jahr wurde er hierfür beim Deutschen Filmpreis für die beste Regie ausgezeichnet. Daran anschließend arbeitete er für das französische Fernsehen und inszenierte Folgen von Fernsehserien.
Im Jahr 1997 drehte er mit Bedingungslos – Im Netz der Leidenschaft und The Way We Are zwei weitere Spielfilme. In letzterem übernahm Hilary Swank die Hauptrolle. Ebenfalls 1997 inszenierte Rusnak mit Die Schwadron eine Folge der Krimireihe Schimanski. Zwei Jahre später folgte mit der Produktion von The 13th Floor – Bist du was du denkst? wohl sein bekanntester Film, an der er auch als Drehbuchautor beteiligt war. Für Roland Emmerich, der dieses Werk produzierte, hatte Rusnak 1998 als second-unit-director bei dessen Filmversion von Godzilla mitgewirkt.
Erst 2007 inszenierte Rusnak seinen nächsten Film. Es entstand die Direct-to-DVD-Produktion The Contractor – Doppeltes Spiel mit Wesley Snipes in der Hauptrolle. 2008 folgte mit The Art of War II: Der Verrat eine weitere Zusammenarbeit der beiden. Ebenfalls 2008 entstand mit It’s Alive ein Remake des Horrorfilms Die Wiege des Bösen von Larry Cohen. 2010 folgten zwei weitere Produktionen. So entstand auch das Filmdrama Valerie mit Franka Potente in der Hauptrolle.
Rusnak ist Gründungsmitglied der Deutschen Filmakademie und seit 1992 Inhaber der amerikanischen Produktionsfirma „Jump Cut Images, Inc.“ in Los Angeles, sowie seit 2000 Partner der Münchner „Screencraft Entertainment GmbH“. Weiterhin ist er Mitglied im Bundesverband Regie (BVR).

## Privatleben
Rusnak lebt wechselweise in Berlin und Los Angeles. Von 1995 bis zum Sommer 2001 war er mit der deutschen Schauspielerin Claudia Michelsen verheiratet. Das Paar hat eine gemeinsame Tochter, die deutschamerikanische Schauspielerin Lina Rusnak (* 1997). Im Frühjahr 2024 heiratete Rusnak seine langjährige Lebensgefährtin Sabine Wabnitz, die in der deutschen und US-amerikanischen Film- und Fernsehbranche als Producerin tätig ist.

## Filmografie
Als Regisseur
- 1984: Kaltes Fieber
- 1987–1988: L’heure Simenon (Fernsehserie, La maison du canal und Das Fenster der Rouet (La Fenêtre des Rouets))
- 1997: The Way We Are (Quiet Days in Hollywood)
- 1997: Bedingungslos – Im Netz der Leidenschaft (No Strings Attached)
- 1997: Schimanski: Die Schwadron (Fernsehfilm)
- 1999: The 13th Floor – Bist du was du denkst? (The Thirteenth Floor)
- 2007: The Contractor – Doppeltes Spiel (The Contractor)
- 2008: The Art of War II: Der Verrat (The Art of War II: Betrayal)
- 2008: It’s Alive
- 2010: Perfect Life
- 2010: Valerie
- 2012: Beyond – Die rätselhafte Entführung der Amy Noble (Beyond)
- 2019: Joachim Vernau: Totengebet (Fernsehfilm)
- 2019: Berlin, I Love You
- 2019: Der Schneegänger (Fernsehfilm)
- 2020: Neben der Spur: Erlöse mich (Fernsehfilm)
- 2021: Joachim Vernau: Requiem für einen Freund (Fernsehfilm)
- 2021: Neben der Spur: Schließe deine Augen (Fernsehfilm)
- 2022: Neben der Spur: Die andere Frau (Fernsehfilm)
- 2022: Wendland: Stiller und die Geister der Vergangenheit (Fernsehfilm)
- 2023: Joachim Vernau: Düstersee (Fernsehfilm)
- 2023: Joachim Vernau: Versunkene Gräber (Fernsehfilm)

Als Drehbuchautor
- 1984: Kaltes Fieber
- 1997: Schimanski: Die Schwadron (Fernsehfilm)
- 1999: The 13th Floor – Bist du was du denkst? (The Thirteenth Floor)
- 2017: Der Tel-Aviv-Krimi: Alte Freunde (Fernsehfilm)
- 2018: Polizeiruf 110: Starke Schultern (Fernsehfilm)
- 2019: Joachim Vernau: Totengebet (Fernsehfilm)
- 2019: Der Schneegänger (Fernsehfilm)
- 2021: Joachim Vernau: Requiem für einen Freund (Fernsehfilm)
- 2021: Neben der Spur: Schließe deine Augen (Fernsehfilm)
- 2022: Neben der Spur: Die andere Frau (Fernsehfilm)
- 2022: Wendland: Stiller und die Geister der Vergangenheit (Fernsehfilm)
- 2023: Joachim Vernau: Düstersee (Fernsehfilm)
- 2023: Joachim Vernau: Versunkene Gräber (Fernsehfilm)